# Avellanita bustillosii
Avellanita bustillosii es una especie de planta perteneciente a la familia Euphorbiaceae y la única especie del género  Avellanita, nativa de Chile. 
Avellanita bustillosii  es un arbusto endémico de los bosques esclerofilos de la cordillera de la Costa en la zona central de Chile. Está representado por escasas poblaciones naturales, en una restringida distribución geográfica, desarrollándose en un hábitat amenazado por la actividad antrópica y, por lo tanto, con un limitado número de ejemplares vivos en colecciones de valor científico y divulgativo.

## Descripción
Especie monoica, presenta crecimiento arbustivo. La floración de esta especie ocurre entre septiembre y enero en el hemisferio sur.
El fruto consiste en una cápsula seca y globosa que se abre para liberar alrededor de tres semillas comestibles de forma globosas a elípticas y de testa jaspeada de color café-amarillenta, de entre 0,6 a 0,8 cm.

## Usos
Respecto al uso de sus semillas, se ha señalado que sus "pequeñas avellanas" (avellanitas) son comestibles (PARDO, O., PIZARRO, J. 2013. Plantas alimentarias prehispánicas); por lo que sus frutos secos presentan aplicaciones alimenticias que ayudarían a su conservación.

## Hábitat
Arbusto, que habita sectores del bosque esclerófilo de ladera de cerros con pendientes pronunciadas mayores de 20%, en un rango  altitudinal que varía entre 350 y los 1.660 m s.n.m., en suelos poco profundos, bien drenados y cerca de cursos de agua, bajo peumos (Cryptocarya alba) y boldos (Peumus boldus) u otras especies.

## Distribución
Respecto a esta especie de la flora de Chile, una subpoblación se distribuye en el sector de Aculeo en la Región Metropolitana y otra en la localidad de Chancón en la provincia de Cachapoal de la Región del Libertador Bernardo O'Higgins.   Dos  nuevas  poblaciones ampliando su límite de distribución hacia el norte y aumentando su rango altitudinal en la Quebrada de Granallas (32°36’43” S; 70°46’33” O) y Quebrada Herrera (32°39’0.9” S; 70°45’43” O), Provincia de San Felipe, Región de Valparaíso, en el cordón transversal de Altos de Putaendo.

### Población
Algunos centenares de ejemplares distribuidos en dos subpoblaciones. 
Clasificación
Categoría: En Peligro EN B1ab(iii)+2ab(iii) 
La especie tiene solo dos subpoblaciones viables en condiciones naturales en un área de ocupación muy restringida y con pocos ejemplares. Tiene dificultades naturales de propagación.
El material de referencia y las colectas posteriores a las realizadas entre 1864-1865 y 1921, cuando fue clasificada, se conservan en el herbario del Museo Nacional de Historia Natural de Chile (SGO).

## Amenazas
Actualmente, las mayores amenazas las constituye el ganado doméstico que se come todas las partes superficiales de esta planta; la expansión agrícola y los proyectos inmobiliarios que modifican su hábitat; los incendios forestales y la extracción de tierra de hojas. Sus poblaciones naturales no se encuentran protegidas dentro del Sistema Nacional de Áreas Silvestres Protegidas del Estado (SNASPE).

## Taxonomía
Avellanita bustillosii fue descrita por Rodolfo Amando Philippi y publicado en Linnaea 33: 238. 1864.